# Coven (Metal-Band)
Coven ist eine US-amerikanische Power- und Thrash-Metal-Band aus Seattle, Washington, die im Jahr 1984 gegründet wurde, sich etwa 1993 auflöste und 2012 wieder unter dem Namen Coven [metal] zusammenfand.

## Geschichte
Die Band wurde im Jahr 1984 von den Gitarristen Dean Babbitt und Paul Hash, Schlagzeuger Neal Babbitt, Bassist Gary Peebles und Sänger Jay Clark gegründet. Zusammen nahmen sie zwischen Juni und Oktober 1986 ihr Debütalbum Blessed Is the Black und veröffentlichten es 1988 über Ever Rat Records. Vertrieben wurde das Debütalbum über Medusa Records. Brad Hull von Forced Entry steuerte dem Album zudem ein Gitarrensolo bei. 1989 schloss sich mit Death Walks Behind You das zweite Album an, das dieses Mal direkt bei Medusa Records erschien. Der Veröffentlichung folgten diverse Auftritte, darunter auch eine kleine Tournee durch Nordamerika.
1993 folgte mit Boneless Christian das nächste Album, das über Ever Rat Records erschien und über Red Light Records vertrieben wurde. Zu diesem Zeitpunkt hatte Schlagzeuger Jason Moody bereits Gründungsmitglied Neal Babbitt ersetzt. Auch Bassist Gary Peebles verließ die Band, sodass Dean Babbit auf dem Album auch den Bass einspielte.
Nach einer langen Pause fand die Band unter dem Namen Coven [metal] wieder zusammen. Als neue Mitglieder waren nun Sänger Jamie Carter, Bassist Eric Close, sowie Gitarrist The Underbishop in der Band vertreten.

## Stil
Die Band bezeichnet ihre Musik als „shock-comedy-Thrash“ und beschreibt den Stil auf Blessed Is the Black  als „geradlinigen Thrash gemischt mit einigen der abscheulichsten und anstößigsten vorstellbaren Liedtexten. Kein Ziel wurde vor dem beißenden Humor der Band verschont, aber ein besonderer Favorit schien organisierte Religion zu sein … und spezifischer das Christentum.“ Auf The BNR Metal Pages wird die Musik des Debütalbums als „einfacher, aber schwerer früher Thrash“ bezeichnet. Die Lieder sind meist in mittlerem Tempo gehalten und tendieren gelegentlich zu dunklem Power Metal. postmortem2006 von Ultimate-Guitar.Com beschrieb den Klang als „an manchen Stellen fast wie eine Bastardkreuzung aus Helloween und Kreator“, Out of the Grave erinnere teilweise an eine thrash-lastigere Version von Iron Maiden.
Auf Death Walks Behind You verfolgte die Band einen thrash-metal-typischeren Stil.
Steve Huey von Allmusic beschrieb den Klang von Boneless Christian als „amelodische Version von Gwar“. Das Lesen der Texte, die meist das Christentum verspotten, mache viel mehr Spaß als das Hören der Band. Auch bei Classic Thrash wurde bemängelt, dass das Album musikalisch wenig zu bieten habe.

## Diskografie
- 1987: Demo 1987 (Demo, Eigenveröffentlichung)
- 1988: Blessed Is the Black (Album, Ever Rat Records / Medusa Records)
- 1989: Death Walks Behind You (Album, Medusa Records)
- 1993: Boneless Christian (Album, Ever Rat Records / Red Light Records)